# Hackflora

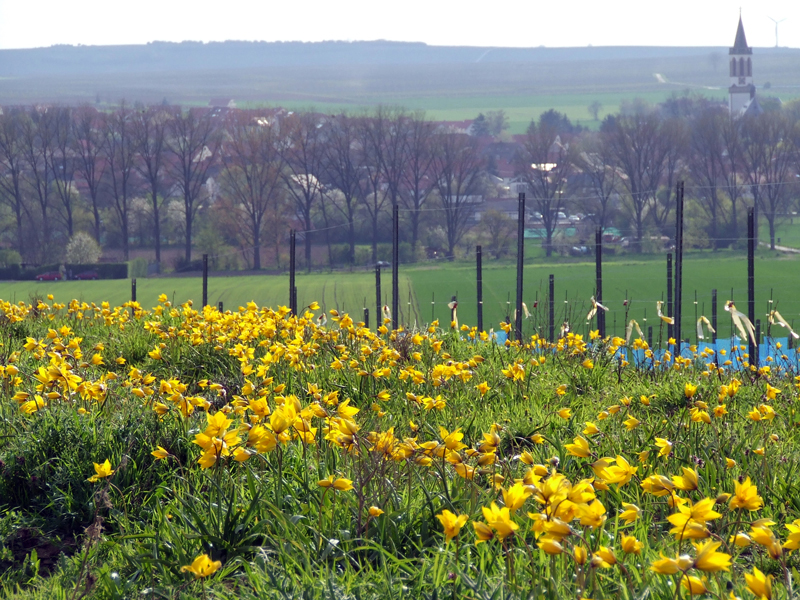
Wilde Tulpen (Tulipa sylvestris)

Als Hackflora werden die Pflanzenarten bezeichnet, die bei traditioneller Bewirtschaftung häufig in Weinbergen zu finden waren.
Es handelt sich dabei hauptsächlich um Geophyten wie etwa die Wilde Tulpe (Tulipa sylvestris), den Nickenden Milchstern (Ornithogalum nutans), die Weinbergs-Traubenhyazinthe (Muscari racemosum), den Weinbergslauch und den Acker-Gelbstern (Gagea villosa). Das regelmäßige Hacken des Bodens lockerte diesen und drängte konkurrierende Pflanzen, vor allem Gräser, zurück. Außerdem wurden Weinberge in sonnigen und warmen Lagen angelegt, was den mediterranen Pflanzen entgegenkam.
Durch den Einsatz von Fräsen statt Hacken im Weinbau seit den 1970er Jahren wurden zahlreiche Zwiebeln dieser Gewächse zerstört; weitere Schäden an der traditionellen Hackflora lösten der Einsatz von Herbiziden und die Winterbegrünung der Rebgassen aus. In Bayern stehen viele Frühjahrsblüher, die zur Hackflora gerechnet werden, mittlerweile auf der Roten Liste und man bemüht sich, sie durch gezielte Anpflanzung wieder in den Weinbergen heimisch zu machen. Herbizide dürfen in solchen Fällen erst nach dem Abblühen der Hackflora eingesetzt werden.